# Luigi Liberato Buonvino
Luigi Liberato Torino Buonvino (Canosa di Puglia, 16 luglio 1893 – Canosa di Puglia, 21 agosto 1961) è stato un pittore italiano.

## Biografia
Luigi Liberato Torino Buonvino nacque a Canosa di Puglia il 16 luglio del 1893 da Michele Buonvino, muratore e capo mastro, e da Maria Bevilacqua. La prima formazione di Luigi avvenne alla scuola d'arte di Monopoli: una scuola d'arte e mestieri. Nel 1913 Luigi si trovava in Libia. Dopo aver partecipato alla Grande Guerra, Luigi si trovava a Napoli dove ebbe modo di frequentare l'Accademia di Belle Arti sotto la guida di Tommaso Celentano e Vincenzo Gemito, ricevendo da quest'ultimo parole di apprezzamento. È documentato un suo viaggio di studio in Francia, sicuramente a Cannes, nel 1926. Probabilmente sin dai primi anni del 1930, ma con certezza dal 1935, Luigi si trovava a Bella, costretto dal confino politico; il 4 ottobre 1954 è nuovamente presente nei registri anagrafici di Canosa di Puglia. Luigi morì, cadendo dall'impalcatura degli affreschi che stava realizzando, il 21 agosto 1961 nella sua città natale.

### Opere
(Fatta eccezione per il dipinto della Scuola Mazzini di Canosa, tutte le altre opere sono di proprietà privata)
Attività giovanile:

Ritratto di uomo maturo (Libia 1913), Ritratto del pittore Prisciandaro (1914),  Ritratto di donna realizzato (Napoli 1916),  Autoritratto in divisa militare [1916 ca.], l'Uomo della courvet (1917), e il ritratto di un Prigioniero austriaco (1918), Studio di capre (1922), il bozzetto Dopo la rissa (1923), Il covone (1926).
Attività a Bella:

Vedute campestri (1932, 1934), Paesaggio con pozzo (1936),  Interno con camino (1935),  Gallo (Basilicata 1936), i due Pulcini (Bella 1936), studio di Garofani (Lucania 1936), Mandorli  [1936 ca.], rami di Malva (Bosco di S. Croce 1939), Papaveri e Margherite (Bella 1944), Gigli (Bella 1944), studio di Legumi (1941), studio di Piante palustri (1941), il Boccale con papaveri [1944 ca] e la Madonna con Gesù Bambino copia da Morelli (1944),  lo Studio di Melograni [1950-54], sguardo su Bella [1930-50], la veduta del Vulture [1930-50], la Veduta con spuntone di pietra [1950]. Attività perduta nella Parrocchia di Santa Maria Assunta a Bella (documentata nei registri parrocchiali 1931-1939).
Attività in San Marco in Lamis:

Attività perduta nella parrocchia di Maria Santissima Addolorata a San Marco in Lamis, sede dell'Arciconfraternita dell'Addolorata (documentata nei registri parrocchiali 1956).
Attività a Canosa di Puglia:

Decorazione del Palazzetto Maddalena alla Passione [1955 ca.], del Palazzetto Caporale [1955 ca.], del Bar Iacobone (1955), di Casa Mele in corso San Sabino, di cui si conserva unicamente un disegno preparatorio. Sono da datarsi in questi stessi anni la Veduta con trullo, la Veduta di Canne della Battaglia [1955 ca.], la Veduta di campagna con mandorlo in fiore [1955 ca.], la Veduta di Canosa tra due alberi (1955), la Veduta di Canosa con tacchini [1955 ca.], le Greggi di ritorno (1955), lo Studio di grano maturo (Tavoliere delle Puglie 1957). Decora una sala della scuola Mazzini  (1960) e la cappella della Madonna della Fonte nella chiesa cattedrale di San Sabino di Canosa (1960-1961).